# ノイエンキルヒェン (アルテス・ラント)
ノイエンキルヒェン（ドイツ語: Neuenkirchen、低地ドイツ語: Neekark）は、ドイツ連邦共和国ニーダーザクセン州のシュターデ郡に属す町村（以下、本項では便宜上「町」と記述する）である。この町はシュタインキルヒェンに本部を置くザムトゲマインデ・リューエを構成する町村の一つである。

## 地理

### 位置
この町はシュターデとハンブルクの間、ヨーロッパ最大の果樹栽培地域の一つであるアルテス・ラントに位置し、リューエ川に面している。

## 行政

### 議会
この町の議会は9議席からなる。

### 首長
この町の町長は、Grüneのゲルト・グルンヴァルトである。

## 経済と社会資本

### 交通
町の南部を、ブクステフーデとシュターデとを結ぶ連邦道B73号線が通っている。

## 人物
- ハインリヒ・ヘルヴェーゲ（1908年 - 1991年）政治家。連邦大臣、ニーダーザクセン州の首相を務めた。

## 引用
1. ↑  Landesamt für Statistik Niedersachsen, LSN-Online Regionaldatenbank, Tabelle A100001G: Fortschreibung des Bevölkerungsstandes, Stand 31. Dezember 2023